# Саломатово
Салома́тово (рос. Саломатово) — присілок у складі Яшкинського округу Кемеровської області, Росія.
Стара назва — Соломатово.

## Населення
Населення — 358 осіб (2010; 402 у 2002).
Національний склад (станом на 2002 рік):
- росіяни — 95 %